# Nettlestone and Seaview
Nettlestone and Seaview är en civil parish i Storbritannien.   Den ligger i grevskapet Isle of Wight och riksdelen England, i den södra delen av landet, 110 km sydväst om huvudstaden London. Antalet invånare är 2 833. Nettlestone and Seaview ligger på ön Isle of Wight.